# Livo (Trentino)
Livo (deutsch veraltet: Lifers) ist eine Gemeinde mit 769 Einwohnern (Stand 31. Dezember 2023) in der autonomen Provinz Trient (Trentino) im Valle di Non. Livo liegt im Herzen der Hochebene Mezzalone am Zusammenfluss der Bäche Pescara und Barnes. Nahe Livo liegt der Stausee Lago di Santa Giustina.

## Sehenswürdigkeiten
Zu den Sehenswürdigkeiten zählen die Kirche Pievana della Natività di Maria in der Fraktion Varollo, die Kirche von S. Antonio in Preghena und die Kirche S. Martino. Die Fresken der Kirchen sind noch gut erhalten. Sehenswert ist ebenfalls das 1233 ersterwähnte Castello di Zoccolo, das auf einem grünen Hügel gegenüber von Cis liegt. Es war im Besitz der Familie de Zucolo aus Livo. Später wurde es den Grafen Thun anvertraut. Heute ist das Castello di Zoccolo nur noch ein bäuerliches, halb verfallenes Haus. Das Rathaus der Gemeinde ist heute im ehemaligen Familiensitz der Ritter von Aliprandini-Laifenthurn untergebracht, dem Palazzo Aliprandini Laifenthurn, der daneben auch Besuchern für kulturelle Veranstaltungen und Ausstellungen offensteht.